# Цихмейструк, Эдуард Николаевич
Эдуа́рд Никола́евич Цихмейстру́к (укр. Едуард Миколайович Цихмейструк; 24 июня 1973, Макеевка, Донецкая область, Украинская ССР, СССР) — украинский футболист, полузащитник. Выступал за сборную Украины.

## Биография
Воспитанник макеевского футбола. Действовал на позиции атакующего полузащитника. Выступал в командах: «Кировец» (Макеевка), «Электрон» (Ромны), «Медита» (Шахтёрск), «Борисполь», «Нива» (Винница), ЦСКА-Борисфен, «ЦСКА» (Киев), «Левски», «Спартак» (Москва), «Металлург» (Донецк), «Ильичёвец», «Зарю (Луганск)» и полтавскую «Ворсклу».
Переход Цихмейструка из киевского ЦСКА в московский «Спартак» в 2001 году был сопряжён со скандалом: руководители киевского клуба настаивали, что их игрок был связан действовавшим контрактом и что «Спартак» незаконно включил игрока в свой заявочный лист.
За сборную Украины сыграл 7 матчей. Дебют 15 июля 1998 года в товарищеском матче со сборной Польши.

## Достижения
- Чемпион Болгарии (1): 2000
- Чемпион России (1): 2001
- Бронзовый призёр чемпионата России (1): 2002
- Бронзовый призёр чемпионата Украины (1): 2002/03